# アバンチュリエ級駆逐艦
| アバンチュリエ級駆逐艦 | アバンチュリエ級駆逐艦                                                    |
| ---------------------- | ------------------------------------------------------------------------- |
| 改装後の「テメレール」 |                                                                           |
| 艦級概観               |                                                                           |
| 艦種                   | 駆逐艦                                                                    |
| 艦名                   |                                                                           |
| 前級                   | アンセーニュ・ルー級                                                      |
| 次級                   | アラブ級                                                                  |
| 性能諸元               |                                                                           |
| 排水量                 | 常備：930トン 満載：1,250トン                                             |
| 全長                   | 88.5m                                                                     |
| 全幅                   | 8.75m                                                                     |
| 吃水                   | 3.1m                                                                      |
| 機関                   | ホワイト・フォスター式石炭専焼水管缶5基 +ラトゥー式直結タービン2基2軸推進 |
| 最大出力               | 18,000shp                                                                 |
| 速力                   | 32.0ノット                                                                |
| 航続距離               | 10ノット/1,850海里                                                        |
| 燃料                   | 石炭：230トン 重油：72トン                                                |
| 乗員                   | 140名                                                                     |
| 兵装                   | 10.2cm（50口径）単装速射砲4基 45cm連装魚雷発射管2基                       |

アバンチュリエ級駆逐艦（あはんちゅりえきゆうくちくかん、Classe Aventurier）はフランス海軍が第一次世界大戦前に就役させた駆逐艦の艦級である。

## 概要
本級はフランス海軍が自国の通商保護のために1910年度計画で4隻を就役させたクラスである。元々はアルゼンチン海軍がフランスに発注していたクラスだったが、建造中にフランス海軍が購入した。

## 艦形
本級は艦首のみ乾舷の高い船首楼型船体であった。切り立った艦首から艦首甲板上に1番10.2cm速射砲を単装砲架で1基を配置、その背後に測距儀を載せた艦橋を基部として簡素な単脚式の前部マストが立つ。船体中央部に4本煙突が立つが、ボイラー配置が缶室分離配置を採っているために2番煙突と3番煙突の間が離されており、そこに2番10.2cm砲が前向きに1基が配置されていた。舷側甲板上には45cm魚雷発射管が連装で2基が搭載されるが、右舷側は2番煙突の側面に1基、左舷側は3番煙突の側面に1基と、互い違いに配置されていた。空いている場所は艦載艇置き場となっており、2本1組のボート・ダビッドが片舷1基ずつ計2基で運用された。4番煙突の背後に簡素な後部マストが立ち、そこから甲板一段分上がって後部甲板上に設けられた上部構造物を挟む込むように3番・4番10.2cm主砲が背中合わせに1基ずつの計4基が配置された。
就役後の1914年12月に武装をフランス式の「Model 1893 10cm（45口径）速射砲」を単装砲架で4基、対空火器として4.7cm（50口径）高角砲を単装砲架で1基、45cm単装魚雷発射管4基に更新された。1917年に「テメレール」「オピニヤートル」はボイラーをノルマン式重油専焼缶1基とド・テンム式重油専焼缶3基に換装し、出力は1万2000馬力で22ノットとなり、外観的には2本煙突となった。1926年に4隻とも機雷掃海艦に類別変更され、10cm速射砲1基と45cm単装魚雷発射管4基が撤去され、機雷掃海設備が設置された。1926年に「アバンチュリエ」がシュルツ・ソーニクロフト式重油専焼缶2基に換装され、次いで1927年に「アントレピード」シュルツ・ソーニクロフト式重油専焼缶3基に換装されて速力は26ノットとなり、3本煙突となった。

## 同型艦
- アバンチュリエ（Aventurier）

Dyle＆Bacalan社ボルドー造船所にて「メンドゥーサ（Mendoza）」として1910年1月起工、1911年2月進水、1914年9月就役。1938年に除籍後、解体処分
- オピニヤートル（Opiniâtre）

Dyle＆Bacalan社ボルドー造船所にて「リオハ（Rioja）」として1910年1月起工、1911年1月、1914年9月就役。1933年8月に除籍後、解体処分
- テメレール（Temeraire）

ブルターニュ社ナント造船所にて「サン・ファン（San Juan）」として1910年1月起工、1911年12月進水、1914年11月就役。1936年に除籍後、7月に解体処分
- アントレピード（Intrépide）

ブルターニュ社ナント造船所にて「サルタ（Salta）」として1910年1月起工、1911年9月進水、1914年11月就役。1937年に除籍後、1938年6月に解体処分

## 参考書籍
- 「Conway All The World's Fightingships 1906–1921」（Conway）

## 参考リンク
- AVENTURIER class